# Throw It In
Throw It In är ett samlingsalbum av det svenska punkbandet No Fun at All, utgivet enkom i Australien 1997.
Skivan utgörs av låtarna från bandets tidigare utgivna EP-skivor Vision (1993), Stranded (1995) och And Now for Something Completely Different (1997).

## Låtlista
1. "Welcome to the Working Week" (Elvis Costello)
2. "Throw It In" (Hard-Ons)
3. "Shot By Both Sides" (Magazine)
4. "Where Eagles Dare" (The Misfits)
5. "Stranded" - 2:12
6. "Don't Know Nothing" - 1:55
7. "Wasted" - 0:38 (Circle Jerks)
8. "Wiser" - 2:12 (Coffin Break)
9. "In-Sight" - 1:44 (Dead Kennedys)
10. "Where's the Truth?"  – 2:11
11. "Vision"  – 1:55
12. "It's All Up to You"  – 2:00
13. "I Won't Believe in You"  – 2:05
14. "Funny?"  – 1:38
15. "Suffer Inside"  – 2:07
16. "Sidewalk"  – 2:09
17. "I Won't Come Back"  – 1:42
18. "What You Say"  – 1:19

### Fotnoter
1. 1 2  ”Throw It In”. Discogs.com. http://www.discogs.com/No-Fun-At-All-Throw-It-In/release/2701671. Läst 31 mars 2012.